# Zeche Caroline (Holzwickede)
Die Zeche Caroline war ein Steinkohlen-Bergwerk in Holzwickede.
Bereits ab 1736 erfolgte Kohleförderung in Natorp über den Caroliner Erbstollen, der rund 4300 m in Richtung Hixterwald vorangetrieben worden war. Die Kohle wurde überwiegend an die Saline Königsborn geliefert. Als 1840 die Kohlevorräte erschöpft waren, wurde der Stollenabbau eingestellt.
Der erste Tiefbauschacht der Zeche Caroline wurde 1855 als Versuchsschacht gegraben. Die Förderung auf Zeche Caroline begann mit zwei weiteren Schächten 1856. Zunächst wurden zur Förderung tonnlägige Schächte an der Massener Straße genutzt, ab 1876 ausschließlich über die neue Schachtanlage in Rausingen gefördert.
Ende der 1860er Jahre wurde das Grubenfeld der stillgelegten Zeche Vereinigte Norm zur Zeche Caroline hinzugeführt. Der Schacht wurde ausgebaut und in "Caroline 4" umbenannt, aber ab 1895 nur noch als Wetterschacht genutzt, bis er 1909 schließlich ganz aufgegeben und verfüllt wurde.
Im Jahre 1927 wird die Zeche Caroline von der Dortmunder VEW übernommen.
Die höchste Förderung erzielten 930 Beschäftigte im Jahre 1929 mit 286.486 Tonnen.
Fast 500 Bergleute waren von der Stilllegung am 31. Mai 1951 betroffen. Sie verloren entweder ihren Arbeitsplatz oder wurden auf andere Schachtanlagen der Umgebung versetzt. Stellvertretend für die Bergleute, die unter oder über Tage durch die gefährliche Arbeit ihr Leben verloren, sei als letztes Opfer der Zeche der Bergmann Friedrich Menncken genannt. Noch nach der offiziellen Stilllegung verunglückte er am 31. Oktober 1951 tödlich.

## Was geblieben ist
Heute befindet sich auf dem Gebiet der Zeche Caroline unter anderem der Historische Bergbaurundweg Holzwickede.

In dem ehemaligen Verwaltungsgebäude der Zeche ist heute ein Jugendheim untergebracht.

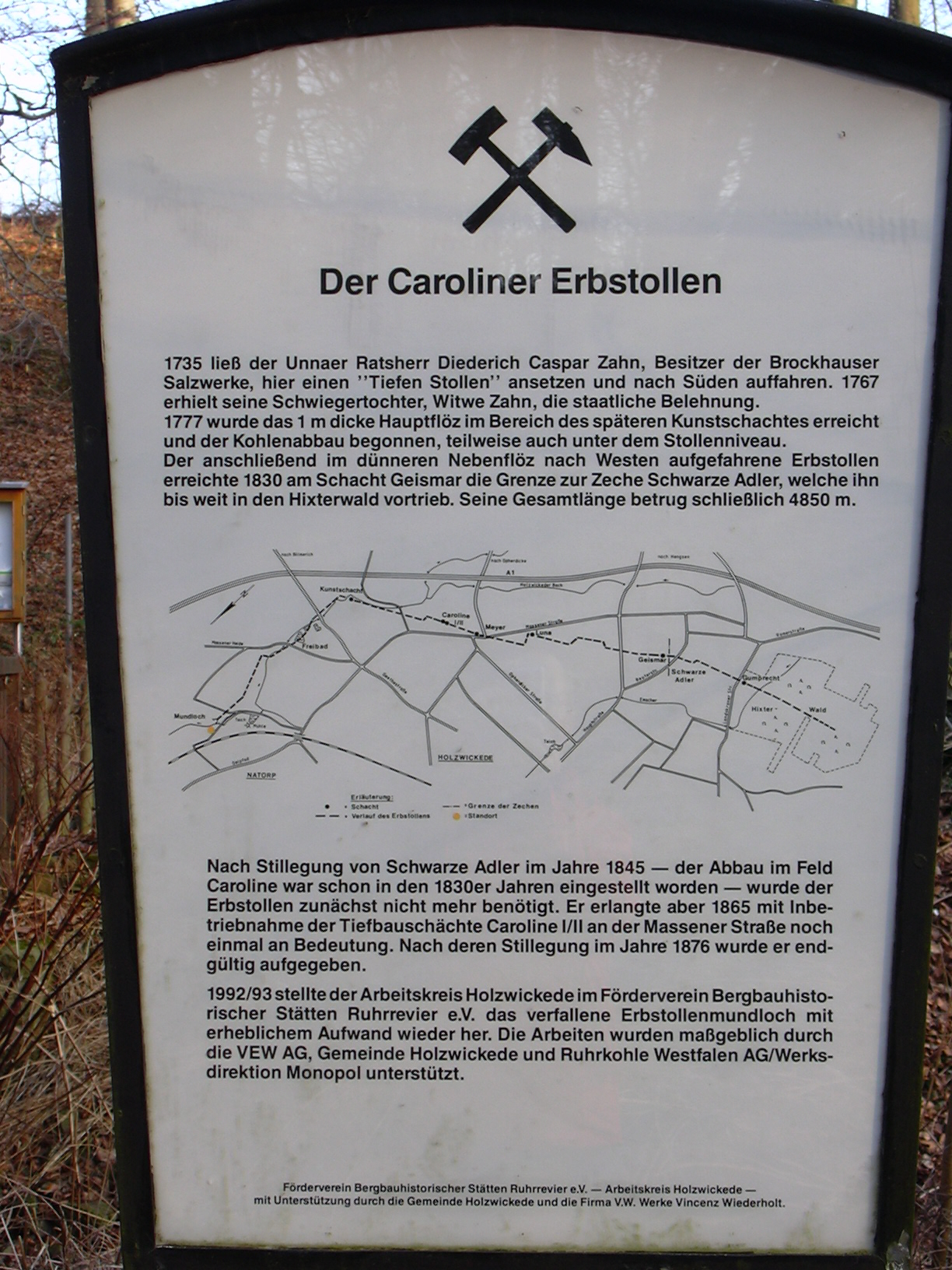
Infotafel zum Caroliner Erbstollen
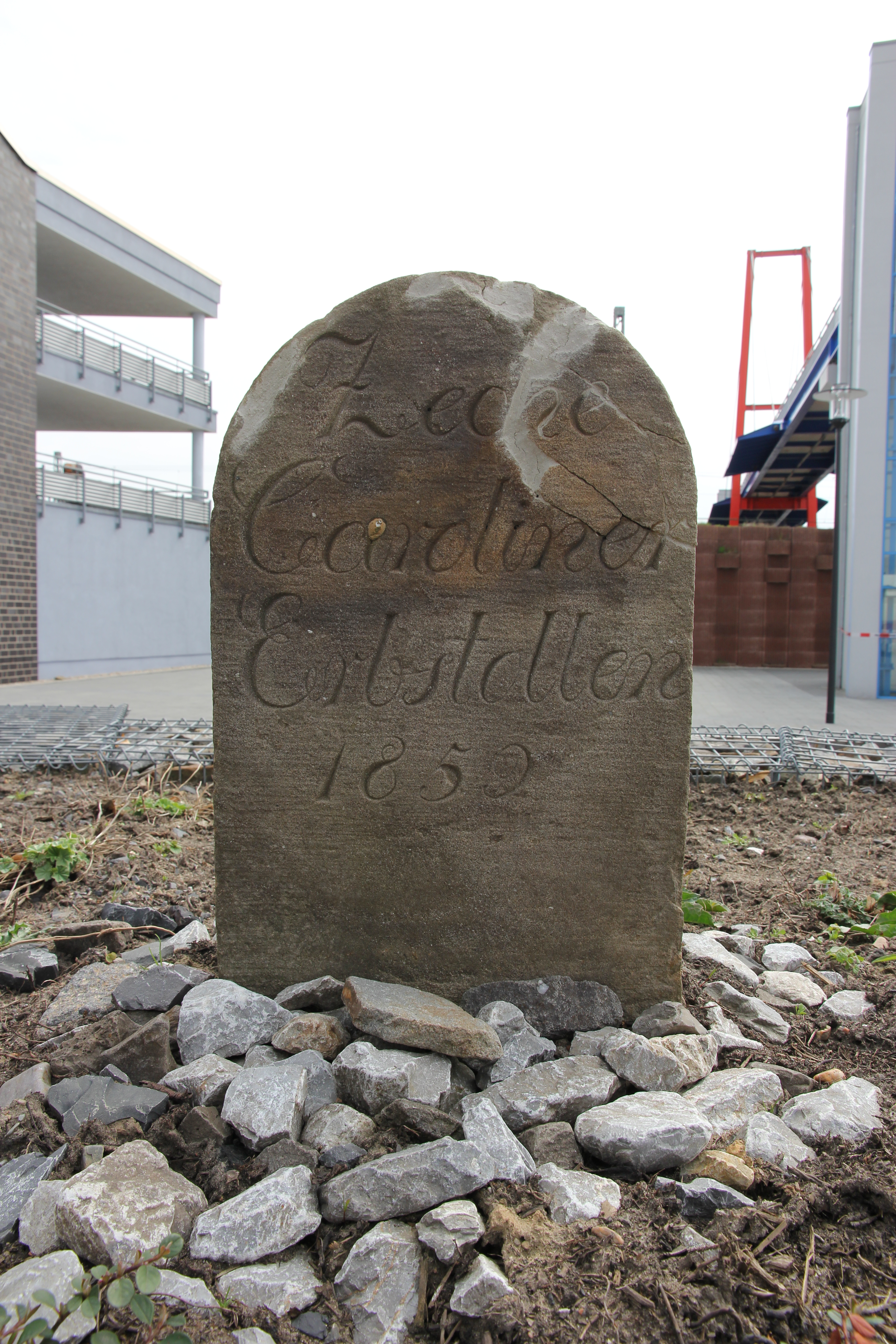
Grenzstein Caroliner Erbstollen
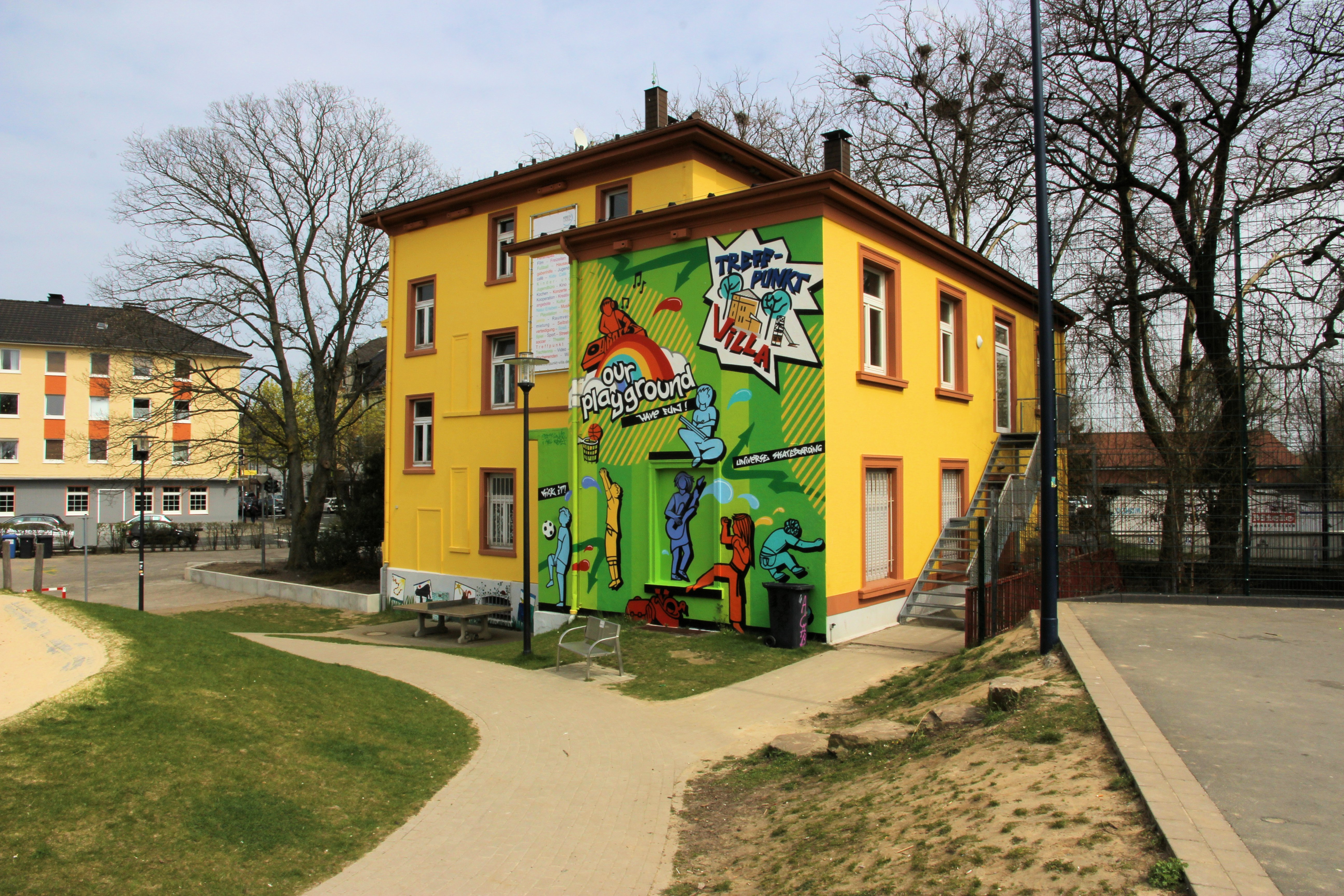
Ehemaliges Verwaltungsgebäude, Ansicht Carollinenallee
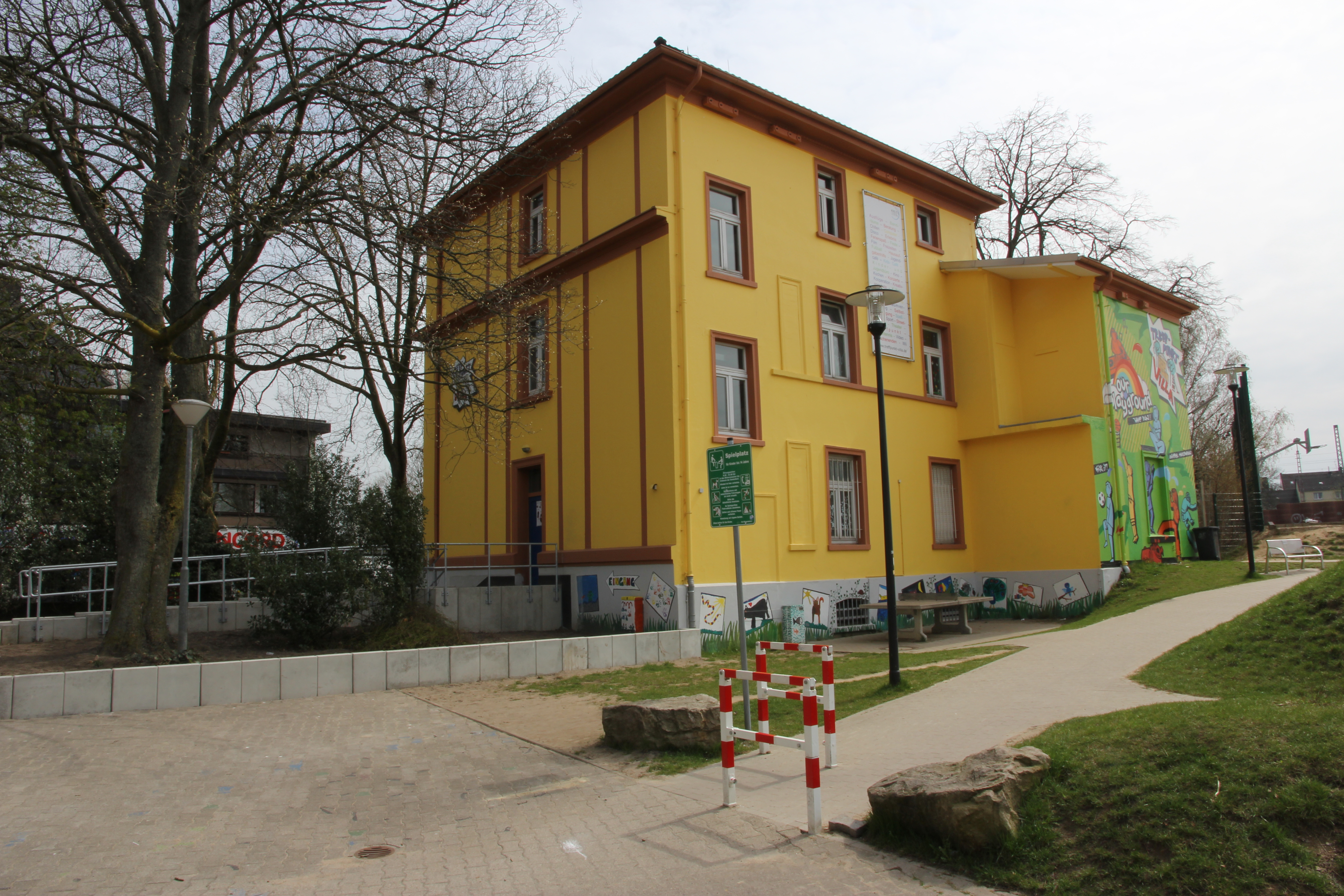
Ehemaliges Verwaltungsgebäude, Ansicht Rausinger Straße